# Carrikerella
Carrikerella – rodzaj modliszki z rodziny Thespidae. Gatunki z tego rodzaju występują w Ameryce Środkowej (Kostaryka) oraz w północnej części Ameryki Południowej (Ekwador, Kolumbia).

## Gatunki
Następujące gatunki zostały przypisane do rodzaju Carrikerella:
- Carrikerella ceratophora
- Carrikerella empusa
- Carrikerella simpira